# Mothers and Daughters
Mothers and Daughters è un film statunitense del 2016 diretto da Paul Duddridge.

## Trama
La festa della mamma è vicina e alcune storie di madri e figlie si avvicendano. Rigby è una trentasettenne single in carriera che si ritrova in una gravidanza indesiderata. Georgina è una quarantenne di successo che viene rintracciata dalla figlia che anni addietro aveva dato in adozione. Rebecca, dopo la morte della madre, scopre che in realtà la donna era la nonna e che la sorella Beth è invece la sua madre naturale. Layla, una giovane cameriera, si ritrova a scontrarsi con la madre Nina, che vorrebbe per lei un futuro come stilista di moda. Gayle è una promessa sposa con un burrascoso rapporto con la madre Millie.

## Distribuzione
In Italia è stato distribuito da Lucky Red direct-to-video l'11 maggio 2017 in collaborazione con Koch Media.